# Жузе Сарамагу
Жозе Сарамаго (на португалски: José Saramago) е португалски писател, драматург и журналист. В България е издаван под имената Жозе Сарамаго и Жузе Сарамаго.

## Биография и творчество
Роден е на 16 ноември 1922 г. в Азиняга, Португалия, в семейството на безземлените и неграмотни селяни Йосиф и Мария. Баща му имал прякор „Дивата ряпа“ (Saramago), затова чиновникът го вписал в името на новороденото. Първата си книга купува на 19 години.
Детето му се ражда през 1947 г. и същата година той публикува първата си книга – „Земя на греха“. В продължение на 20 години не пише нищо, а прави преводи от френски и се занимава с литературна критика.
В началото на 70-те започва да пише стихове, а след това и романи.
В произведенията си той често използва необичайни перспективи към историческите събития, за да подчертае човешкия фактор зад тях, вместо да представя официалната гледна точка на историята. Сарамагу получава Нобелова награда за литература през 1998 г.
Жузе Сарамагу умира на 18 юни 2010 г. в Лансароте. 